# Maden
Maden è un film del 1978 diretto da Yavuz Özkan.